# Poslední snop
Poslední snop je symbolický objekt, který byl vytvářen při evropských dožínkových oslavách před mechanizací zemědělství. Bylo pro něj užívána řada jmen, zpravidla ženských jako Bába, Matka či Panna s přízviskem obilná, pšeničná, žitná a podobně.
S poslední snopem bylo nakládáno v základě dvěma způsoby. Zatímco v prvním byl ponechán na poli, tak v druhém byl přesunut obřadně domů. Podle etnografky Drahomíry Stránské mají tyto dva zvyky odlišnou funkci a význam a nelze je libovolně slučovat.
Britský antropolog James Frazer ve svém díle Zlatá ratolest z počátku 20. století označil poslední snop za příbytek obilného ducha, čímž navázal na myšlenky německého folkloristy Wilhelma Mannhardta. Na základě podkladů z Britských ostrovů, Francie, Německa, Rakouska, baltských a slovanských zemí považoval tyto zvyky za analogické jarním obyčejům v kterých zase často figurují stromy.

## Česko
V Česku byl poslední snop kromě výše zmíněných ženských jmen nazýván také stodola či dědova brada. Názvy jako starý či žebrák jsou pravděpodobně pozdního původu. Jiřina Langhammerová rozděluje tyto objekty na dva typy. První, nazývaný stodola či sibilia, je tvořen dílem poslední žatvy svázaného do jehlanu na vrcholu ozdobeného svazkem klasů. Druhý, nazývaný nejčastěji baba, je vytvořen z posledního snopu, stylizován či oblékán jako žena a odvážen do hospodářova domu a tam ponechán do příští sklizně.
Kromě posledního snopu byl o dožínkách vytvářen také dožínkový věnec, který podle Drahomíry Stránské představuje vyvinutější formu zdobení posledního snopu. Tento zvyk byl znám také na Slovensku, Ukrajině a v Polsku.

## Slované
U východní a jižních Slovanů, ale také u Řeků, bylo široce rozšířeno ponechávání klasů na poli, jejich zdobení a případně i vkládání chleba či obilí pod ně. Etnografie tento zvyk zpravidla vykládala jako oběť různým bytostem. Tento snop byl znám jako známo jako „boží“ či „Spasova“ brada.